# Citigroup Centre (Sydney)
Het Citigroup Centre is een 243 meter hoge wolkenkrabber aan Park Street in Sydney, New South Wales, Australië. Het gebouw ontleent zijn naam aan Citigroup Australia, de hoofdhuurder.
Het gebouw is een van de hoogste gebouwen in Australië, maar was bij de oplevering in 2000 het op zeven na hoogste gebouw. Het Citigroup Centre is ook het op vier na hoogste gebouw in de stad, gemeten tot aan de spits. De architect was Crone and Associates.
Het gebouw heeft 41 verdiepingen met kantoorruimte, 5 verdiepingen met ondergrondse parkeergarage en vier verdiepingen met commerciële ruimte, bekend als "The Galeries". Een ondergrondse winkelgalerij verbindt de kelderverdieping met het station Town Hall en het Queen Victoria Building.
Het gebouw is gezamenlijk eigendom van en wordt beheerd door Charter Hall en de GPT Group.